# 청자 양각연판문 접시
청자 양각연판문 접시(靑磁 陽刻蓮瓣文 楪匙)는 연꽃잎 무늬를 돋을새김한, 고려청자 접시이다. 경기도 이천시, 해강도자미술관에 있으며, 2008년 8월 28일 대한민국의 보물 제1573호로 지정되었다.
외반된 구연과 곡선을 그린 측면, 넓고 높은 굽다리를 지닌 우아한 모습의 접시이다. 문양은 외면에 양각의 연판문대를 정교하게 기하학적으로 새겨 넣었다. 유색은 담녹청색의 맑고 광택이 있는 비색유가 전면에 시유되어 있다. 강진 사당리요 산으로 고려 12세기 경에 제작된 작품으로 추정된다.
굽 안 바닥에는 세 곳에 규석 내화토 받침으로 받쳐 구운 흔적이 남아 있다. 이러한 내화토 받침을 사용한 청자는 현존 유물 가운데서도 유태색이 순수하고 균열이 없으며 완전한 경우에만 나타나고 있다. 예리한 양각 연판문을 새긴 접시로서, 측면선이 S자형을 그리면서 구연이 넓게 외반하였다. 양각으로 무늬를 새겼고, 유태의 상태가 매우 좋은 점으로 미루어 보아 상품(上品)으로 판단된다.
기형, 문양, 맑고 투명한 청자유, 전체적인 제작수법 등이 매우 뛰어난 작품이다. 특히, 양각과 유약의 농담에 의한 시각적 효과는 고려청자의 조형적 특징인 맑고 선명한 문양 표현력을 증명해주는 자료로서 가치가 높다.

## 같이 보기
- 고려청자

## 참고 자료
- 청자 양각연판문 접시 - 국가유산청 국가유산포털